# Sevak Khanagyan
Sevak Tigranovič Khanagyan (in armeno Սևակ Տիգրանովիչ Խանաղյան?; in russo Севак Тигранович Ханагян?; Metsavan, 28 luglio 1987) è un cantante armeno con cittadinanza russa.
Ha rappresentato l'Armenia all'Eurovision Song Contest 2018 con il brano Qami, non riuscendo a qualificarsi per la serata finale.

## Biografia
Nato in un piccolo villaggio nel nord dell'Armenia e trasferitosi nella città russa di Kursk prima dell'adolescenza, Sevak Khanagyan si è successivamente trasferito a Mosca per completare i suoi studi.
Ha ottenuto visibilità nel 2015 con la sua partecipazione al talent show Glavnaja scena, la versione russa di The X Factor. È entrato nel team di Maksim Fadeev, ma è stato eliminato ai quarti di finale. Ha poi partecipato alla quarta edizione di Golos, la versione russa di The Voice, nella squadra di Polina Gagarina, dove si è fermato alla fase dei knockout. L'anno successivo ha partecipato a The X-Factor Ukraine, dove ha fatto parte della squadra dell'ex membro dei Queen Pistols Anton Stavlepov. Ha finito per vincere la competizione. Dopo il suo successo in Ucraina Sevak è tornato nel suo Paese di nascita per lavorare come coach alla terza edizione di The Voice of Armenia.
Nel 2018 ha partecipato a Depi Evrasteli, la selezione armena per l'Eurovision, con il brano Qami. Nella finale del 25 febbraio è arrivato primo sia nel voto della giuria che nel televoto, vincendo il programma e garantendosi il diritto di rappresentare l'Armenia all'Eurovision Song Contest 2018.
L'artista si è esibito nella prima semifinale della manifestazione, mancando la qualificazione alla finale, classificandosi quindicesimo con 79 punti.

## Discografia

### Album in studio
- 2019 – Okean vnutri tebja

### Singoli
- 2015 – Kogda my s toboj
- 2016 – Hayrenik
- 2016 – Hin fayton
- 2017 – Ne molči
- 2017 – Im tvatsin
- 2017 – Novogodnjaja
- 2017 – Esli vdrug
- 2018 – Qami
- 2018 – Ja čuvstvuju kožej (feat. Ljudmila Sokolova)
- 2018 – Zerkala
- 2019 – Okean vnutri tebja
- 2020 – Dobroye utro